# Мадхубані (мистецтво)

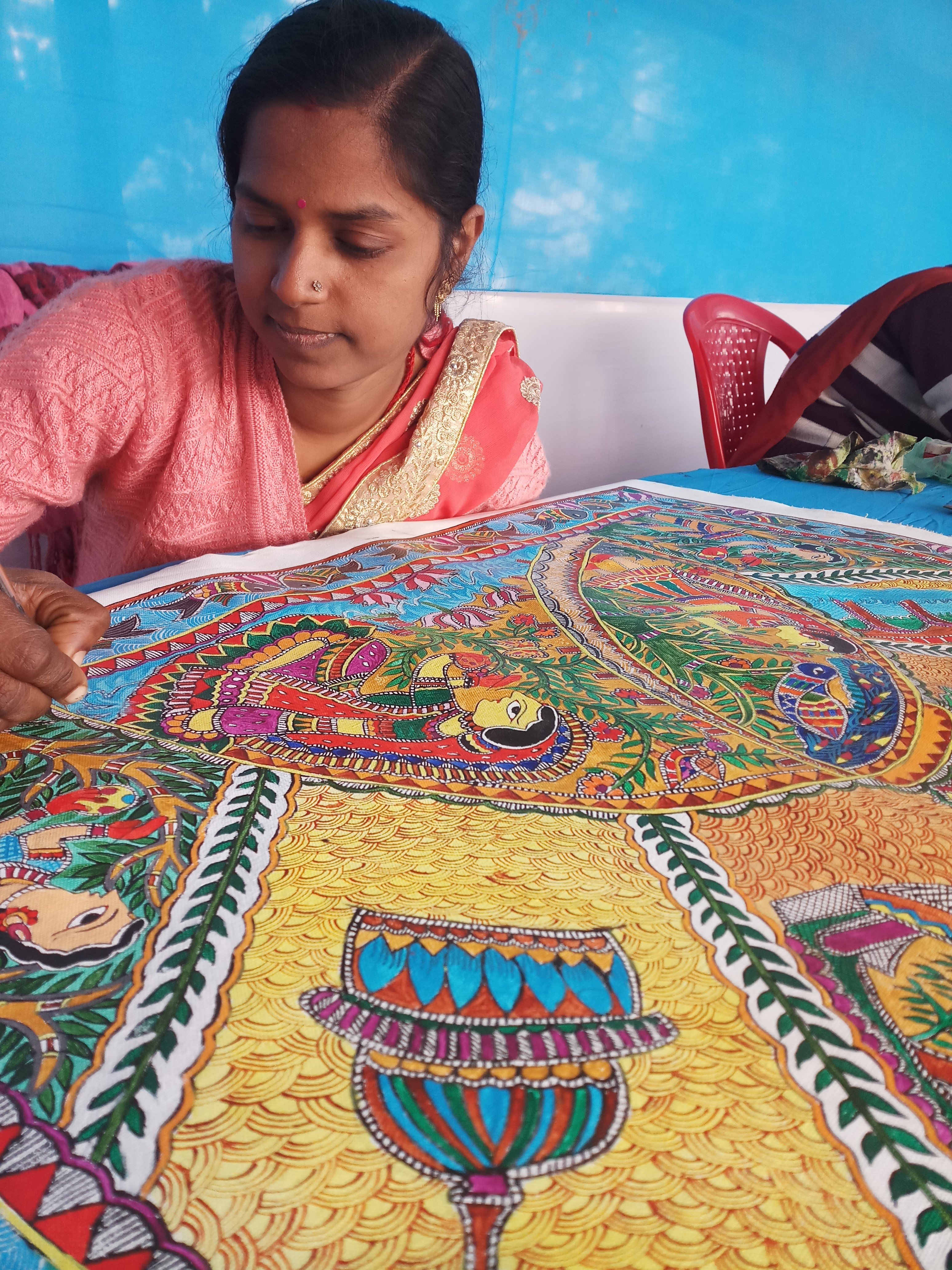
Індійська мисткиня виконує традиційний розпис

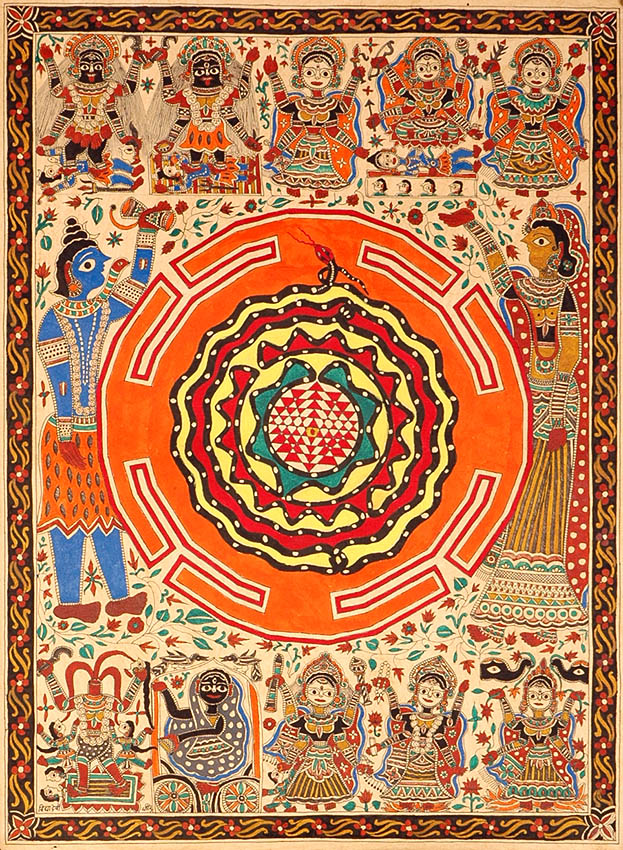
Персоналії індуїстського пантеону на полотні мадхубані

Мадхубані («медовий ліс», англ. Mithila painting чи Madhubani art) — вид традиційного індійського жіночого образотворчого мистецтва, що виник біля 3000 років тому в районі міста Мадхубані (160 км на північний схід від м .Патна штату Біхар, Мітхіла). Являє собою різнокольорові чи монохромні малюнки на стінах домівок зокрема, зображення богинь та богів індуїстського пантеону. Сучасний мадхубані породив цілий напрямок в примітивному мистецтві і активно використовується місцевими художниками та ремісниками з розпису тканин, у написанні картин на папері ручного відливу, полотні. Цим видом творчості займаються переважно жінки з каст брахманів і каястхів. Особливість мадхубані в тому, що індійські художниці донині зберегли давню традицію і стилістику в повній недоторканності.

## Історія
Традиція розпису склалася в Мадхубані, район Мітхіла (проживання народу майтхілі у Біхарі). Розпис був засобом декорування інтер'єрів, також композиції повторювалися і на виробах ремісників, і у візерунках «альпона» — спеціальних ритуальних візерунках, які індійські жінки малювали на землі біля будинку.
Довгий час розписи мадхубані залишалися невідомими для сторонніх, поки у 1934 році землетрус в Біхарі не зруйнував сільські глинобитні будинки: виявилося, що стіни і підлоги цих осель вкриті виразними символічними розписами.
У 1967 році для полегшення долі населення Біхару, яке голодувало, Всеіндійська Рада з ремесел вирішила забезпечити мітхілок папером і шовковою тканиною для написання картин, надав субсидії і забезпечив їх роботам ринок збуту. Так живопис мадхубані отримав комерційну основу. У певному сенсі він вплинула на моду: багато жінок із задоволенням почали носити сарі з розписами, аплікаціями або вишивками, зробленими на основі мітхільскіх сюжетів, інтер'єри багатьох морських портів, залізничних вокзалів, готелів і поїздів були прикрашені роботами художниць.
У 1970 році це мистецтво отримала офіційне визнання, коли Прем'єр-міністр Індії Індіра Ганді вручила державні нагороди кільком художницям: Джагдамбі Деві, Сіті Деві, Махасундарі Деві.

## Особливості
Здавна мадхубані прикрашали інтер'єри індійських будинків. Кожному приміщенню відповідала своя група сюжетів. Найцікавіші — розписи, що створювалися спеціально для кімнат молодят. Це подружжя богів і богинь індуїстського пантеону: Рада і Крішна, Шива і Парваті, Вішну і Лакшмі. Обов'язковий елемент — зображення кохбара — дерева світу, оточеного квітами і птахами. Створюючи ці розписи, мисткині вірили, що їх творіння мають магічну силу і сприяють збільшенню нової сім'ї.